# اخلاق عدالت فمینیستی
اخلاق عدالت فمینیستی (انگلیسی: Feminist justice ethics) دیدگاهی فمینیستی دربارهٔ اخلاق است که به‌دنبال درگیر شدن با رویکردهای سنتی جهانی نسبت به اخلاق است و در نهایت آن را تغییر می‌دهد. مانند بسیاری از انواع اخلاق فمینیستی، اخلاق عدالت فمینیستی به این می‌پردازد که چگونه جنسیت از ملاحظات اخلاقی جریان اصلی کنار گذاشته می‌شود. استدلال می‌شود که اصول اخلاقی مردم محور است. اخلاق عدالت فمینیستی به‌طور قابل توجهی با سایر اخلاقیات فمینیستی متفاوت است. مجموعه‌ای جهانی از اخلاق بخش مهمی از اخلاق عدالت فمینیستی است. اخلاق عدالت فمینیستی در تقسیم اخلاق «غلیظ» از اخلاق «رقیق» واضح است. سایر رویکردهای اخلاقی که خود را با متمایز ساختن گروه‌ها از یکدیگر از طریق فرهنگ یا سایر پدیده‌ها تعریف می‌کنند، به‌عنوان گزارش‌های «غلیظ» اخلاق در نظر گرفته می‌شوند. اخلاق عدالت فمینیستی ادعا می‌کند که روایت‌های «غلیظ» از اخلاق، در مقابل گزارش‌های «رقیق» اخلاق، ذاتاً مستعد فرسایش نقد معتبر فمینیستی هستند.

## بررسی اجمالی
اخلاق عدالت فمینیستی بخشی از طیفی از دیدگاه‌های اخلاقی فمینیستی است. دیگر رویکردهای رایج فمینیستی به اخلاق شامل اخلاق مراقبتی فمینیستی، و اخلاق پست‌مدرن فمینیستی است. اجرای یک اخلاق مراقبتی فمینیستی اغلب از اخلاق عدالت فمینیستی انتقاد می‌کند. اخلاق مراقبتی فمینیستی بر اساس این ایده است که اخلاق توسط نسخه‌های رابطه‌ای از خود ما شکل می‌گیرد. روابط اخلاقی ما اولویت دارد. اخلاق عدالت فمینیستی با انتقاد از چنین دیدگاهی به‌دلیل کنار گذاشتن ارزش‌های جهانی، خود را از اخلاق مراقبتی فمینیستی متمایز می‌کند. در اخلاق عدالت فمینیستی، نقد اخلاقی مشروع را نمی‌توان بدون استفاده از مجموعه‌ای جهانی از اخلاق انجام داد. در همین حال، اخلاق پست‌مدرن فمینیستی دیدگاهی کاملاً متفاوت را مطرح می‌کند. دیدگاه پست‌مدرن فمینیستی مردکانونی را در بسیاری از جنبه‌های زندگی، از جمله معرفت‌شناسی، درک می‌کند. در عین حال پست‌مدرنیسم فمینیستی وجود عینیت را در جهان ما انکار خواهد کرد. این ادعا مبتنی بر این تصور است که دانش به‌صورت ذهنی ساخته می‌شود. یکی از محققان پست‌مدرن فمینیست پیامدهای اخلاقی هنجارهای تجاری مدرن را در نتیجه این جامعه تحت سلطه مردانه مطرح کرده است. اصطکاک بین اخلاق عدالت فمینیستی و اخلاق پست‌مدرن فمینیستی بر اساس اصل جهانی بودن وجود دارد. اولی از ایده ارزش‌های جهانی حمایت می‌کند، درحالی‌که دومی وجود چنین ارزش‌هایی را انکار می‌کند؛ زیرا عینیت را انکار می‌کند. از آن‌جایی که دیدگاه جهانی در مورد اخلاق در اخلاق عدالت فمینیستی معمول است، این سؤال مطرح می‌شود: چه ارزش‌های خاصی واقعاً جهانی هستند؟ رویکرد قابلیت‌های نوسبام تلاش می‌کند با این سؤال مقابله کند و چندین ویژگی را فهرست می‌کند که او معتقد است جهانی هستند:
1. زندگی؛ توانایی زندگی در طول عمر طبیعی
2. سلامت بدن؛ توانایی داشتن سلامتی خوب از جمله سلامت باروری، تغذیه کافی، داشتن سرپناه
3. یکپارچگی بدنی؛ آزادی حرکت، امنیت در برابر تجاوز فیزیکی، استقلال جنسی و تولید مثل
4. حواس، تخیل و فکر؛ توانایی استفاده کامل از همه این‌ها به‌روشی آموزش‌دیده
5. احساسات؛ توانایی دلبستگی به دیگران، داشتن ظرفیت عشق و محبت
6. دلیل عملی؛ توانایی تفکر منطقی، شناسایی تصور خود از زندگی خوب و برنامه‌ریزی برای آن
7. وابستگی؛ توانایی زندگی با دیگران در روابط شخصی و تجمعات اجتماعی
8. سایر گونه‌ها؛ توانایی زندگی در ارتباط با طبیعت
9. بازی؛ توانایی لذت بردن از تفریح
10. کنترل بر محیط مادی و سیاسی خود؛ توانایی مشارکت در انتخاب‌های سیاسی، توانایی داشتن دارایی، کار در شرایط برابر با دیگران

## نقد

### اخلاق مراقبتی فمینیستی
اخلاق مراقبتی فمینیستی در برخی مسائل با اخلاق عدالت فمینیستی مخالف است. اخلاق فمینیستی مراقبت، اخلاق عدالت فمینیستی را با این ادعا که با دسته‌بندی زنان در دسته‌های جهانی وجود، تأکید بر فضایل متمایزی که ممکن است عمدتاً توسط زنان باشد، از بین می‌رود، نقد می‌کند. این از دست دادن تأکید به هنجارهای مردانه‌ای که اخلاق فمینیستی سعی در نقد آن‌ها دارد بازمی‌گردد.

### اخلاق پست‌مدرن فمینیستی
اخلاق پست‌مدرن فمینیستی ممکن است به عوامل متعددی اشاره کند. یکی از منابع نگرانی جهانی بودن است، که توسط بسیاری از اخلاق‌گرایان فمینیست ارائه شده است. اخلاق پست‌مدرن فمینیستی به‌شدت به ساختارشکنی جامعه و نقد عینیت وابسته است. نکته نگران‌کننده دیگر در خصوص بحث نوسبام این است که اخلاق عدالت فمینیستی ممکن است زنانی را که به فرهنگ‌های غربی تعلق ندارند نادیده بگیرد. با فرض اخلاق از دیدگاه غربی، سایر دیدگاه‌ها در مورد اخلاق ممکن است از بین بروند یا فرودست تلقی شوند.